# Sisicottus montigenus
Sisicottus montigenus är en spindelart som beskrevs av Bishop och Crosby 1938. Sisicottus montigenus ingår i släktet Sisicottus och familjen täckvävarspindlar. Inga underarter finns listade i Catalogue of Life.